# Alexander Scrymgeour (12e comte de Dundee)
Alexander Henry Scrymgeour, 12e comte de Dundee, (né le 5 juin 1949) est un pair écossais, homme politique conservateur et chef du clan Scrymgeour.

## Biographie
Né le 5 juin 1949, il est le fils de Henry Scrymgeour-Wedderburn (11e comte de Dundee), et de Patricia Montagu Douglas Scott. Il fait ses études au Collège d'Eton et à l'Université de St Andrews. Il est page d'honneur de la reine Elizabeth II.
La première expérience de Lord Scrymgeour en politique chez les conservateur est comme candidat du parti à l'élection partielle de Hamilton en 1978. Il siège à la Chambre des lords depuis la mort de son père en 1983 et est Lord-in-waiting (whip du Parti conservateur à la Chambre des Lords) de 1986 à 1989. Il est porte-parole du gouvernement pour l'éducation (1986–88), porte-parole du gouvernement pour les affaires écossaises (1986–89), porte-parole du gouvernement pour les affaires intérieures et pour l'énergie (1987–89). Il est élu comme pair héréditaire pour rester à la chambre des Lords en 1999.
Il est délégué du Royaume-Uni auprès de l'Organisation pour la sécurité et la coopération en Europe de 1992 à 1997. Il est également membre du Parlement du Conseil de l'Europe et du Parlement d'Europe occidentale de 1992 à 1999. Le comte est consul honoraire pour la Croatie à Édimbourg  et est décoré de l'ordre du prince Branimir. Le Dundee Trust travaille sur la côte dalmate en Croatie au nom du DFID pour distribuer une aide humanitaire à certaines des personnes les plus pauvres des Balkans.
Agriculteur de trente ans d'expérience, Lord Dundee's Farming Company gère quelque 2000 acres sur les comtés de Fife et Angus. Dundee siège à la Chambre depuis 1983, et au sein de plusieurs comités permanents de l'agriculture et de l'environnement. Plus récemment, ses intérêts se sont tournés vers les questions de santé.
Lord Dundee est également le Porteur Héréditaire Royal Standard d'Ecosse Constable de Dundee et Chef du Nom et d'armes de Scrymgeour. Il est membre du New Club, d'Edimbourg et des Whites de Londres .

## Famille
Lord Dundee épouse Siobhan Mary (décédée le 11 mars 2019), fille de David Llewellyn de Great Somerford (Wiltshire), le 19 juillet 1979. Ils ont quatre enfants:
- Marina Patricia Scrymgeour (née le 21 août 1980) Elle épouse Philip E. Thompson en 2004 et a un fils.
- Henry David Scrymgeour-Wedderburn, vicomte Dudhope (né le 20 juin 1982). Il épouse l'artiste belge Eloise Van Der Heyden en 2005 et a un fils.
- Flora Hermione Vera Scrymgeour (née le 3 novembre 1985). Elle fait ses études à St Mary's Calne, où elle atteint 8 niveaux A. Elle étudie ensuite l'art aux États-Unis et est devenue art-thérapeute. Elle fait partie des cercles sociaux des Casiraghis (enfants de la princesse Caroline de Monaco).
- Lavinia Rebecca Elizabeth Scrymgeour (née en 1986). Elle est fiancée le 16 décembre 2010[7] à Dominic McCann, fils de Peter McCann. Elle est alors instructrice d'équitation et McCann dirige un hôpital privé pour toxicomanes. Elle fait ses études à Ampleforth.